# Bring Me to Life
Singles de Evanescence
Going Under
Bring Me to Life est le premier single du groupe Evanescence, extrait de l'album Fallen.

## Clip musical
Le clip de "Bring Me to Life" a été réalisé par Philipp Stölzl et a été filmé en novembre 2002.
La vidéo commence avec Amy Lee portant une chemise de nuit, pieds nus et dormant sur un lit dans un immeuble, rêvant qu'elle tombe d'un gratte-ciel. Alors que le refrain commence, le groupe et Paul McCoy se produisent dans une autre pièce lorsque Lee se réveille et ouvre la fenêtre. Lee baisse la fenêtre et grimpe dans le bâtiment avec le vent soufflant dans ses cheveux et marche jusqu'à ce qu'il atteigne la fenêtre de la pièce où le groupe joue. Pendant le refrain, McCoy repère Lee et ouvre une fenêtre, lui faisant perdre l'équilibre et s'accrocher à un rebord. Tout au long du refrain et de la transition, McCoy tente en vain de sauver Lee, qui tombe du bâtiment. Cependant, elle vient de faire un cauchemar et réapparaît endormie dans son lit.

## Paroles
Amy Lee a expliqué que les paroles de Bring me to life lui avaient été inspirées par une rencontre, plusieurs années avant qu’elle et les autres membres d'Evanescence deviennent des stars mondiales : « C’était un ami d’un ami. Je ne me rappelle même pas de son nom, même si je pourrais le retrouver. C’était lors d’une soirée assez banale. Ce type est venu me parler, très naturellement, sans arrière-pensées. Et je ne sais pas très bien comment l’expliquer, mais il m’a dit des mots qui m’ont transformée, je veux dire, transformée très profondément. Et c’est à partir de ce moment-là que ma carrière a commencé à prendre forme. C’est le genre de rencontre qui bouleverse votre vie. Et je crois que cela arrive à chacun d’entre nous, même si nous n’en avons pas toujours conscience. Et Bring me to life, c’est la description de cette rencontre ».

## Distinctions
Lors des 46es Grammy Awards qui eurent lieu le 8 février 2004, le titre remporta le prix du meilleur morceau de hard rock (Grammy Award for Best Hard Rock Performance).

## Cinéma
Bring Me To Life est un duo avec Paul McCoy de 12 Stones. Il s'agit de la chanson officielle du film Daredevil.

## Crédits et personnels
- Amy Lee - auteur-compositeur, piano, claviers, chant
- Ben Moody - guitares
- John LeCompt - guitares
- Rocky Gray - batterie
- Dave Fortman (en) - producteur
- Will Boyd - guitare basse
- David Campbell - assistant arrangements
- DJ Shadow - programmation
- Graeme Revell - arrangements, chef d'orchestre

## Liste des pistes
CD single (2003)
- Bring Me to Life - 3:56
- Bring Me to Life (Bliss Mix) - 3:59

CD Maxi (2003)
- Bring Me to Life - 3:56
- Bring Me to Life (Bliss Mix)	- 3:59
- Farther Away	- 3:58
- Extras: "Bring Me to Life" (Music video) - 4:14

CD single en Australie
- Bring Me to Life (Album version) - 3:56
- Bring Me to Life (Bliss Mix) - 3:59
- Farther Away (Album version) - 3:58
- Missing (Album version) - 4:15

## Classements et certifications
| Classement (2003)                             | Meilleure position |
| --------------------------------------------- | ------------------ |
| Allemagne (Media Control AG)                  | 2                  |
| Australie (ARIA)                              | 1                  |
| Autriche (Ö3 Austria Top 40)                  | 3                  |
| Belgique (Flandre Ultratop 50 Singles)        | 7                  |
| Belgique (Wallonie Ultratop 50 Singles)       | 2                  |
| Danemark (Tracklisten)                        | 2                  |
| Espagne (PROMUSICAE)                          | 11                 |
| Pays-Bas (Nederlandse Top 40)                 | 6                  |
| Pays-Bas (Single Top 100)                     | 10                 |
| Finlande (Suomen virallinen lista)            | 11                 |
| France (SNEP)                                 | 5                  |
| Irlande (IRMA)                                | 2                  |
| Italie (FIMI)                                 | 1                  |
| Nouvelle-Zélande (RMNZ)                       | 3                  |
| Norvège (VG-lista)                            | 2                  |
| Suisse (Schweizer Hitparade)                  | 6                  |
| Suède (Sverigetopplistan)                     | 2                  |
| Royaume-Uni (UK Singles Chart)                | 1                  |
| Royaume-Uni (UK Rock Chart)                   | 1                  |
| États-Unis (Hot 100)                          | 5                  |
| États-Unis (Billboard Mainstream Rock Tracks) | 11                 |
| États-Unis (Alternative Songs)                | 1                  |
| États-Unis (Pop Airplay)                      | 1                  |
| États-Unis (Billboard Adult Top 40)           | 4                  |
| Classement (2004-2009)                        | Meilleure position |
| Canada Singles Chart                          | 3                  |
| États-Unis (Billboard Hot Digital Songs)      | 35                 |
| Royaume-Uni (UK Singles Chart)                | 97                 |
| Classement (2011)                             | Meilleure position |
| Autriche (Ö3 Austria Top 75)                  | 48                 |
| Royaume-Uni (UK Rock Chart)                   | 1                  |
| Royaume-Uni (UK Singles Chart)                | 97                 |

| Classement (2003)                        | Position |
| ---------------------------------------- | -------- |
| Australie Singles Chart                  | 6        |
| Australie Rock Singles Chart             | 1        |
| Autriche Singles Chart                   | 22       |
| Belgique Singles Chart (Flandre)         | 30       |
| Belgique Singles Chart (Wallonie)        | 11       |
| Pays-Bas Top 40                          | 52       |
| Irlande Singles Chart                    | 20       |
| Nouvelle-Zélande Singles Chart           | 22       |
| Suède Singles Chart                      | 5        |
| Suisse Singles Chart                     | 13       |
| États-Unis (Billboard Hot 100)           | 10       |
| États-Unis Mainstream Rock Tracks)       | 39       |
| États-Unis (Billboard Pop Songs)         | 5        |
| États-Unis (Billboard Alternative Songs) | 8        |
| Royaume-Uni Singles Chart                | 15       |

| Classement de la décennie (année 2000) | Position |
| -------------------------------------- | -------- |
| Australie (Singles Chart)              | 59       |
| États-Unis (Rock Songs)                | 73       |
| États-Unis (Alternative Songs)         | 26       |

| Pays                    | Certification | Unités certifiées |
| ----------------------- | ------------- | ----------------- |
| Allemagne (BVMI)        | Platine       | 300 000           |
| Australie (ARIA)        | 2 × Platine   | 140 000           |
| Belgique (BEA)          | Or            | 25 000            |
| États-Unis (RIAA)       | 3 × Platine   | 3 000 000         |
| France (SNEP)           | Or            | 250 000           |
| Italie (FIMI)           | Platine       | 50 000            |
| Norvège (IFPI)          | Platine       | 10 000            |
| Nouvelle-Zélande (RMNZ) | Platine       | 10 000            |
| Royaume-Uni (BPI)       | 2 × Platine   | 1 200 000         |
| Suède (GLF)             | Or            | 15 000            |
| Suisse (IFPI)           | Or            | 20 000            |

## Autres versions
En 2009, Katherine Jenkins en a fait une reprise.
En 2017, Evanescence en fait une nouvelle version pour l'album Synthesis.